# MOONSTONE (기업)
MOONSTONE(문스톤)은 일본의 주식회사 문스톤의 어덜트 게임 브랜드이다. 또한 산하 브랜드로는 문스톤 체리가 있다.

## 개요
CIRCUS에서 일부 스탭들이 퇴사 후 설립.

## 작품 목록

### MOONSTONE
- 내일 만났던 소녀
- 기프트
- 매지컬 스킵
- 앤잴 링
- 클리어
- Love sweets

### MOOONSTONE Cherry
- 이챠푸리!
- 여동생 파라다이스
- 여동생 파라다이스 2

## 주요 제작진

### 사장
- 코이즈미 슌이치

### 각본
- 쿠레

### 원화가
- Mitha

## 같이 보기
- CIRCUS